# Olympische Sommerspiele 1984/Teilnehmer (Suriname)
| Gelbes Symbol für Goldmedaillen mit stilisierten Olympischen Ringen | Graues Symbol für Silbermedaillen mit stilisierten Olympischen Ringen | Braundes Symbol für Bronzemedaillen mit stilisierten Olympischen Ringen |
| ------------------------------------------------------------------- | --------------------------------------------------------------------- | ----------------------------------------------------------------------- |
| —                                                                   | —                                                                     | —                                                                       |

Suriname nahm an den Olympischen Sommerspielen 1984 in Los Angeles, USA, mit einer Delegation von fünf Sportlern (allesamt Männer) teil.

## Teilnehmer nach Sportarten

### Judo
- Mohamed Madhar
Superleichtgewicht: 12. Platz

### Leichtathletik
- Siegfried Cruden
400 Meter: Vorläufe
800 Meter: Vorläufe

- Tito Rodrigues
1500 Meter: Vorläufe

### Schwimmen
- Anthony Nesty
100 Meter Freistil: 49. Platz
100 Meter Schmetterling: 21. Platz

- Hugo Goossen
100 Meter Rücken: 36. Platz